# Chun-Li
Chun-Li (春麗（チュン・リー） (Xuân Lệ) Chun Rī, giản thể: 春丽; phồn thể: 春麗; bính âm: Chūn Lì) là một nhân vật trò chơi điện tử được sản xuất bởi Capcom. Cô được giới thiệu lần đầu tiên trong Street Fighter II: The World Warrior, sau đó xuất hiện như là một nhân vật chơi được trong hầu hết các phiên bản trò chơi tiếp theo. Chữ Hán tên của cô là "Xuân Lệ". Là một điệp viên của Interpol, Chun-Li tham gia giải đấu Street Fighter để tìm M. Bison và trả thù cho người cha đã bị sát hại bởi hắn trong khi đang điều tra ở Shadaloo.
Phong cách chiến đấu của Chun-Li là cô ta sử dụng một phong cách phòng thủ của Thái Cực quyền (Tai chi) kết hợp những cú đá lửa mạnh mẽ của cô như trong bộ phim Thiết hầu ("Iron Monkey"). Các đòn đánh phổ biến của cô là Kyaku Hyakuretsu (百裂脚, lit. Hundred Rending Kicks?-Bách cước),thường được gọi là Lightning Kick (Quang cước), đá đối thủ liên tục từ một vị trí đứng nghiêng. Chun-Li được biết đến như nhân vật nữ đầu tiên trong trò chơi đối kháng, và đã giành được biệt hiệu "First Lady of Fighting Games".

## Lịch sử

### Street Fighter II
Chun-Li trong phiên bản gốc của Street Fighter II là một trong tám nhân vật chơi được và là nhân vật nữ duy nhất (trước khi bổ sung các nhân vật nữ sau đó như Cammy, Rose và Sakura). Cốt truyện của cô xoay quanh việc trả thù cho cái chết của người cha trong khi ông đang điều tra tổ chức của M. Bison, Shadaloo. Trong phần kết, cô đã đánh bại được M. Bison và quyết định trở lại cuộc sống như một cô gái bình thường. Trong Super Street Fighter II, người chơi được cung cấp tùy chọn để Chun-Li trở lại cuộc sống bình thường hoặc tiếp tục công việc của mình là một sĩ quan cảnh sát.

### Street Fighter Alpha
Chun-Li được đưa trở lại trong Street Fighter Alpha: Warriors Dreams, với cốt truyện diễn ra trước Street Fighter II. Cô được biết đến là một điệp viên bí mật của ICPO sau khi phát hiện M. Bison buôn bán ma túy. Trong trò chơi Alpha đầu tiên Chun-Li mặc một bộ trang phục nhào lộn của người Trung Quốc, mặc dù hai phần tiếp theo: Alpha 2 và Alpha 3 cô mặc trang phục gốc SFII như là một phiên bản thay thế với những đòn đánh đặc biệt khác.

### Street Fighter III: 3rd Strike
Cô xuất hiện như một nhân vật chơi được trong Street Fighter III: 3rd Strike, phiên thứ ba của Street Fighter III, là một trong năm nhân vật mới đã được thêm vào. Hơn một năm sau khi Street Fighter II diễn ra, cô từ bỏ từ giải đấu để dạy võ thuật cho trẻ em nhưng buộc phải trở về cuộc đấu sau khi một trong những học sinh của cô bị bắt cóc bởi Urien.

### Street Fighter IV
Chun-Li xuất hiện trong Street Fighter IV, trở về thế giới chiến binh từ SFII (World Warriors) với động tác mới của mình, Hōsenka (凤扇华). Câu chuyện trong trò chơi của cô cho thấy cô đang ở ngã tư hiện tại trong cuộc sống của mình và cuối cùng trở lại để chiến đấu ở đường phố và thực thi pháp luật.

### Street Fighter EX
Trong Street Fighter EX, câu chuyện của Chun-Li tương tự như Street Fighter II, trong đó cô là một sĩ quan cảnh sát điều tra Shadaloo để tìm kiếm người cha mất tích của mình, thay vì trả thù cái chết của ông.

### Trò chơi khác
Chun-Li đã từng xuất hiện trong một số trò chơi của Capcom bao gồm Marvel vs Capcom, nơi cô được làm một thành viên danh dự của X-Men, và SNK vs Capcom. Cô cũng xuất hiện trong các game Super Puzzle Fighter II Turbo và phần tiếp theo của nó, Pocket Fighter.Cô cũng là một nhân vật chơi được trong Tatsunoko vs Capcom: Ultimate All-Stars, đại diện cho game Street Fighter II (mặc dù cơ học của mình chặt chẽ hơn với Street Fighter III).
Cô ấy cũng làm cho một khách mời trong Mega Man 9 như một phóng viên tin tức truyền hình trong một cảnh mà Mega Man và Dr.Light đang xem một tin tức báo cáo vi phạm, và trong Final Fight 2, nơi cô có thể tìm thấy đang ăn mì trong cảnh đầu tiên. Cô cũng đã xuất hiện là một khách mời trong Breath of Fire, nơi bạn có thể xem xét cô hành nghề của mình trong nhà của những tên trộm ở thành phố lạnh lẽo nếu bạn hỏi anh ta để thực hiện một thủ thuật kỳ diệu và trả lời các câu hỏi của mình một cách chính xác. Cô cũng xuất hiện trong trò chơi nhập vai Namco x Capcom, nơi cô sẽ cùng đội với Cammy White.
Cô được tìm thấy trong hầu hết các trò chơi chiến đấu Capcom, một ngoại lệ là bản Street Fighter III đầu tiên và phiên bản đầu tiên và bản thứ hai, cho đến khi cô cuối cùng đã được thêm vào phiên bản cuối Street Fighter III Strike 3. Cô cũng xuất hiện trong các trò chơi Pachislot, 'Chun-Li Ni Makase China!' trò chơi đầu tiên được sản xuất bởi Capcom có Chun-Li trong vai trò nhân vật chính. Chun-Li cũng xuất hiện một nhân vật chơi được trong Marvel vs Capcom 3: Fate of Two Worlds. Cô cũng thể hiện việc hỗ trợ Ryu trong một trình diễn lối chơi cho các crossover chiến đấu của game Street Fighter X Tekken, mặc dù Chun-Li vẫn chưa được khẳng định trong các equivelent game của Namco, Tekken X Street Fighter. Điều thú vị, Chun-Li và Ryu nhân vật chỉ xuất hiện trong mỗi trò chơi crossover Capcom.

## Thiết kế
Trong Street Fighter II và hầu hết các phiên bản sau này, cô đều mặc bộ sườn xám, một trang phục truyền thống của phụ nữ Trung Quốc đầu thế kỉ 20. Bộ sườn xám của cô có màu xanh lam và hoa văn vàng, hai ống tay bồng, để nhân vật trong có phần năng động cũng như khả năng di chuyển được dễ dàng, uyển chuyển hơn, vạt áo được xẻ cao đến tận eo và chia thành hai vạt là vạt trước và vạt sau. Tuy nhiên, vạt trước được thiết kế ngắn hơn vạt sau đồng thời vạt sau được xẻ đôi. Cô mặc chiếc quần tất nâu và đôi bốt chiến đấu màu trắng. Mái tóc cô được búi hai bên và bọc bằng vải trắng"; có nơ buộc dài, như để nói đến việc tang gia của cha mình. Ngoài ra cô còn đeo chiếc vòng gai ở hai bên tay của mình.
Trong Street Fighter Alpha (diễn ra trước Street Fighter II), Chun-Li mặc nửa trên của suờn xám không tay, một unitard, và giày thể thao. Búi tóc hai bên của cô được buộc bằng dải dây màu vàng. Cô cũng mặc trang phục ban đầu của cô ở Street Fighter II khi chọn cô ở chế độ X-ism tại Alpha 3.
Trong Street Fighter IV, ngoài bộ sườn xám như nguyên bản, trang phục thay thế của cô là bộ dạ hội màu đen với điểm nhấn vàng ở phía dưới. Cô mặc vảy xẻ vạt màu đen và vàng được buộc bởi một vành đai giống như sợi dây màu đỏ. Búi tóc hai bên của cô được buộc bởi những sợi dây màu đỏ với những quả bóng vàng nhỏ ở đầu. Trang phục này được hoàn chỉnh với đôi giày màu đỏ, bông tai vàng và vòng đeo tay màu đen và vàng. Các bộ trang phục giống như quần áo cô mặc trong một trong những tập phim của bộ phim hoạt hình Street Fighter của Mỹ.
Chun-Li còn nổi tiếng với cơ bắp đùi của mình khá lớn so với phần còn lại của cơ thể để phù hợp với sở trường là đòn cước. Trong Street Fighter Alpha, nơi mà cô đã mặc trang phục không tay, cánh tay và thân trên được rõ ràng nhấn mạnh hơn nhiều so với bất kỳ nhân vật nữ khác trong trò chơi, nhưng nhiều nghệ sĩ chọn cô để mô tả như là cô cô gái nhỏ nhắn và mỏng, trong tác phẩm chính thức và không chính thức cũng như tác phẩm nghệ thuật, chân của cô vẫn được vẽ mảnh nhưng lại giữ phần cơ bắp vì muốn nhấn mạnh sự di chuyển của mình vào việc đá.